# Astiella
Astiella é um género botânico pertencente à família Rubiaceae.